# Klebsiella
A Klebsiella egy nemzetség az Enterobacteriaceae családban. Mozgásra nem képes, Gram-negatív, oxidáz-negatív, pálcika alakú baktériumok, poliszacharid tokkal. Citrátot hasznosítanak, néhány törzsük nitrogénfixálásra képes. H2S-t nem termelnek, erjedési termékeik többek között az etanol, hangyasav, tejsav, ecetsav. Humánpatogének, a Klebsiella-fertőzés számos betegség kialakulásához vezethet, elsősorban a légző és kiválasztó szervrendszerekben. A tápcsatorna alsó szakaszában a természetes flóra tagjai, bár viszonylag kis számban vannak jelen. Klebsiella-fajok a természetben mindenfelé előfordulnak.
Nevüket Edwin Klebs (1834-1913) német mikrobiológusról kapták.

## Ismertebb fajai
- K. pneumoniae